# Bulu (Polokarto)
Bulu is een bestuurslaag in het regentschap Sukoharjo van de provincie Midden-Java, Indonesië. Bulu telt 2737 inwoners (volkstelling 2010).